# Una mano de bridge
Una mano de bridge (título original en inglés, A Hand of Bridge, Op. 35, es una ópera en un solo acto con música de Samuel Barber y libreto en inglés de Gian Carlo Menotti. Es posiblemente la ópera más breve que se interpreta regularmente, dura menos de diez minutos. Está formada por dos parejas jugando una mano de bridge, durante la cual cada personaje tiene una breve arietta en la que él o ella canta un monólogo. La primera representación tuvo lugar en el Festival de los Dos Mundos en Spoleto el 17 de junio de 1959.
Esta ópera rara vez se representa en la actualidad; en las estadísticas de Operabase aparece con solo 1 representación en el período 2005-2010.

## Personajes
| Personaje                                | Tesitura  | Reparto del estreno, 17 de junio de 1959 (Director: – Robert Feist) |
| ---------------------------------------- | --------- | ------------------------------------------------------------------- |
| David, un hombre de negocios floreciente | barítono  | Renée Miville                                                       |
| Geraldine, su esposa demediana edad      | soprano   | Patricia Neway                                                      |
| Bill, un abogado                         | tenor     | William Lewis                                                       |
| Sally, su esposa                         | contralto | Ellen Miville                                                       |

## Argumento
Sally recuerda un sombrero que ella vio en un escaparate antes ese día. Bill, el abogado, recuerda a su antiguo amante y se pregunta dónde está ahora. Geraldine lamenta no amar a su madre, que ahora está moribunda, mientras ella aún estaba bien. Finalmente, David fantasea sobre lo que él haría si fuese rico como su jefe "Mr. Pritchett."

## Grabaciones
- Vladímir Goldschmann (director) / Patricia Neway, William Lewis, Philip Maero y Eunice Alberts. Simphony of the Air, Vanguard, 1960.
- Gregg Smith (dir.) / Catherine Aks, Fay Kittelson, William Carney, Richard Muenz. Cámara de Adirondack, Premier, 1991.